# Siganus uspi

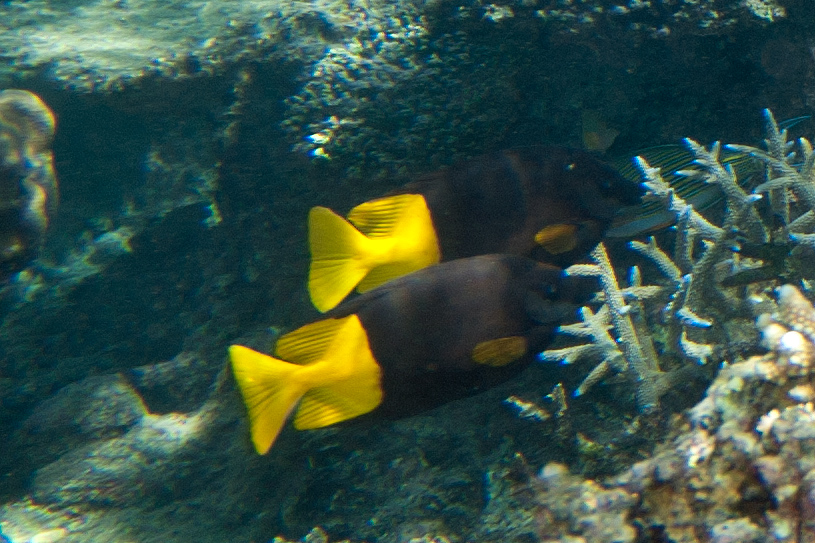
Pareja de S. uspi en Wakaya, Fiyi

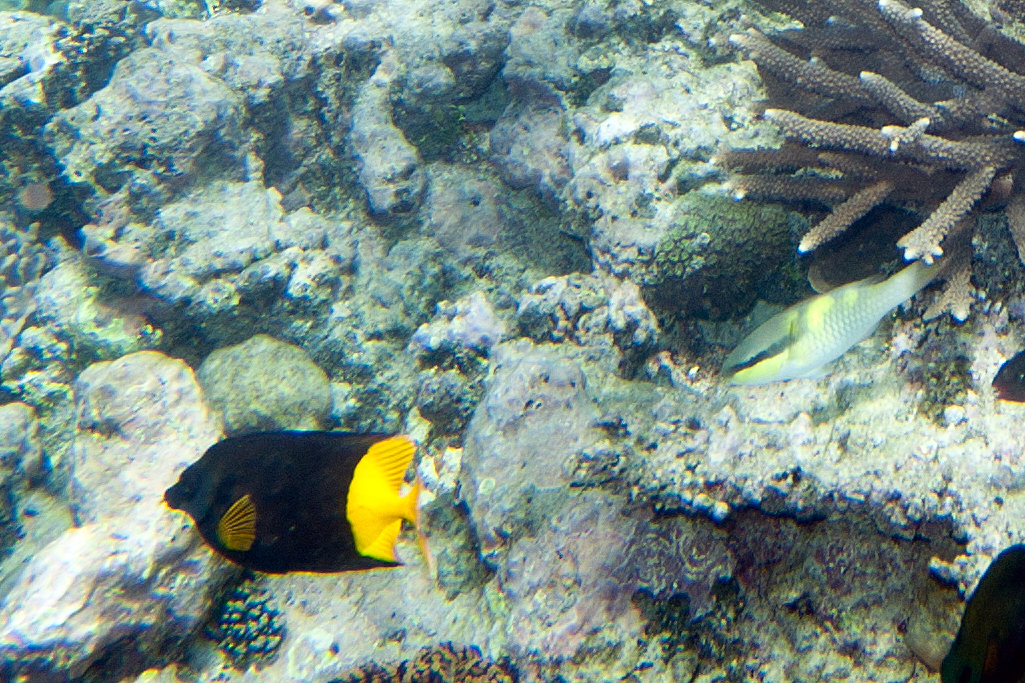
S. uspi en Fiyi

Siganus uspi es una especie de peces marinos de la familia Siganidae, orden Perciformes, suborden Acanthuroidei. 
Sus nombres comunes en inglés son Bicolored foxface, o cara de zorro bicolor, y Uspi rabbitfish, o pez conejo de Uspi.

## Morfología
El cuerpo de los Siganidos es medianamente alto, muy comprimido lateralmente. Visto de perfil recuerda una elipse. La boca es terminal, muy pequeña, con mandíbulas no protráctiles. 
La coloración base de la cabeza, el cuerpo y las aletas, es marrón púrpura oscuro, salvo las aletas pectorales, la aleta caudal, las partes blandas de las aletas dorsal y anal, y la tercera parte posterior del cuerpo, que son amarillo vivo. La división de los dos colores es lineal. La cabeza tiene una franja diagonal, de color blancuzca, que la recorre atravesando el ojo, hasta la barbilla.
Cuentan con 13 espinas y 10 radios blandos dorsales, precedidos por una espina corta saliente, a veces ligeramente sobresaliente, y otras totalmente oculta. La aleta anal cuenta con 7 fuertes espinas y 9 radios blandos. Las aletas pélvicas tienen 2 espinas, con 3 radios blandos entre ellas, característica única y distintiva de esta familia. Las espinas de las aletas tienen dos huecos laterales que contienen glándulas venenosas.
El tamaño máximo de longitud es de 24 cm,

## Reproducción
Aunque no se dispone de información específica sobre su reproducción, como componentes del género Siganus, son ovíparos y de fertilización externa. Los huevos son adhesivos. El desove se produce al oscurecer, en los meses calurosos, coincidiendo con el ciclo lunar.
Poseen un estado larval planctónico, y desarrollan un estado postlarval, característico del suborden Acanthuroidei, llamado acronurus, en el que los individuos son transparentes, y se mantienen en estado pelágico durante un periodo extendido antes de establecerse en el hábitat definitivo, y adoptar entonces la forma y color de adultos.

## Alimentación
Son principalmente herbívoros. Progresan de alimentarse de fitoplancton y zooplancton, como larvas, a alimentarse de macroalgas, algas herbáceas y pastos marinos. Los juveniles suelen alimentarse de algas filamentosas, de adultos, se alimentan de algas y pequeños invertebrados planctónicos.

## Hábitat y comportamiento
Habitan en aguas tropicales, asociados a arrecifes de coral, en lagunas y arrecifes exteriores. Encontrados en las caras de las simas, en los extremos del arrecife, o en piscinas profundas, entre corales duros. Los juveniles forman escuelas y los adultos ocurren en parejas.
Su rango de profundidad es entre 3 y 30 metros.

## Distribución geográfica
Estos peces son endémicos de las islas Fiyi, con localizaciones en Nueva Caledonia.